# پلیس کمکی اوکراین
پلیس کمکی اوکراین (به اوکراینی:Українська допоміжна поліція: به آلمانی: Ukrainische Hilfspolizei) عنوان رسمی تشکیلات پلیس محلی بود که توسط آلمان نازی در طول جنگ جهانی دوم در رایخس‌کومیساریات اوکراین، اندکی پس از تسخیر جمهوری شوروی سوسیالیستی اوکراین توسط آلمان در جریان عملیات بارباروسا شکل گرفت.
پلیس کمکی اوکراین توسط هاینریش هیملر در اواسط اوت ۱۹۴۱ ایجاد شد و تحت کنترل اوردنونگس‌پولیتزای آلمان در قلمرو دولت عمومی قرار گرفت. رایخس‌کومیساریات اوکراین به شکل رسمی در ۲۰ اوت ۱۹۴۱ تشکیل شد. بیشتر اعضای این نیروی متحدالشکل را اعضای پیشین شبه‌نظامیان مردمی اوکراین که توسط سازمان ملی‌گرایان اوکراین موسوم به ОУН در ماه ژوئن ایجاد شده بود، تشکیل می‌داند. دو نوع سازمان مسلح اوکراینی تحت کنترل آلمان وجود داشتند: نخستین گروه متشکل از واحدهای متحرک پلیس بودند که اغلب با عنوان شوتزمان‌شافت شناخته می‌شدند، در سطح گردان سازمان یافته بودند و در بیشتر مناطق اوکراین به قتل یهودیان و نبرد امنیتی مشغول بودند. این گروه مستقیماً زیر نظر فرمانده آلمانی پلیس نظم برای منطقه قرار داشت.
گروه دوم نیروی‌های پلیس محلی بودند که توسط دولت آلمان «پلیس اوکراین» نامیده می‌شدند، و اس‌اس با موفقیت توانست تعداد زیادی از آن‌ها را در منطقه گالیسیا در جنوب شرقی دولت عمومی ساماندهی کند. ناحیه گالیسیا یک واحد اداری جداگانه از رایخس‌کومیساریات اوکراین بود و از نظر سیاسی ارتباطی با دولت عمومی نداشت.
تشکیلات پلیس اوکراین نیز در شرق اوکراین، در خاک اشغال شده شوروی تویز آلمان، در شهرها و شهرک‌های قابل توجهی مانند کیف پدیدار شدند. نیروهای مستقر در شهر تابع فرمانده پلیس حفاظت دولت آلمان (Schutzpolizei یا شوپو) بودند. پست‌های پلیس روستایی تابع فرمانده ژاندارمری آلمان بودند. ساختارهای شوپو و ژاندارمری خود تابع فرمانده منطقه پلیس نظم بودند.

## نقش در هولوکاست

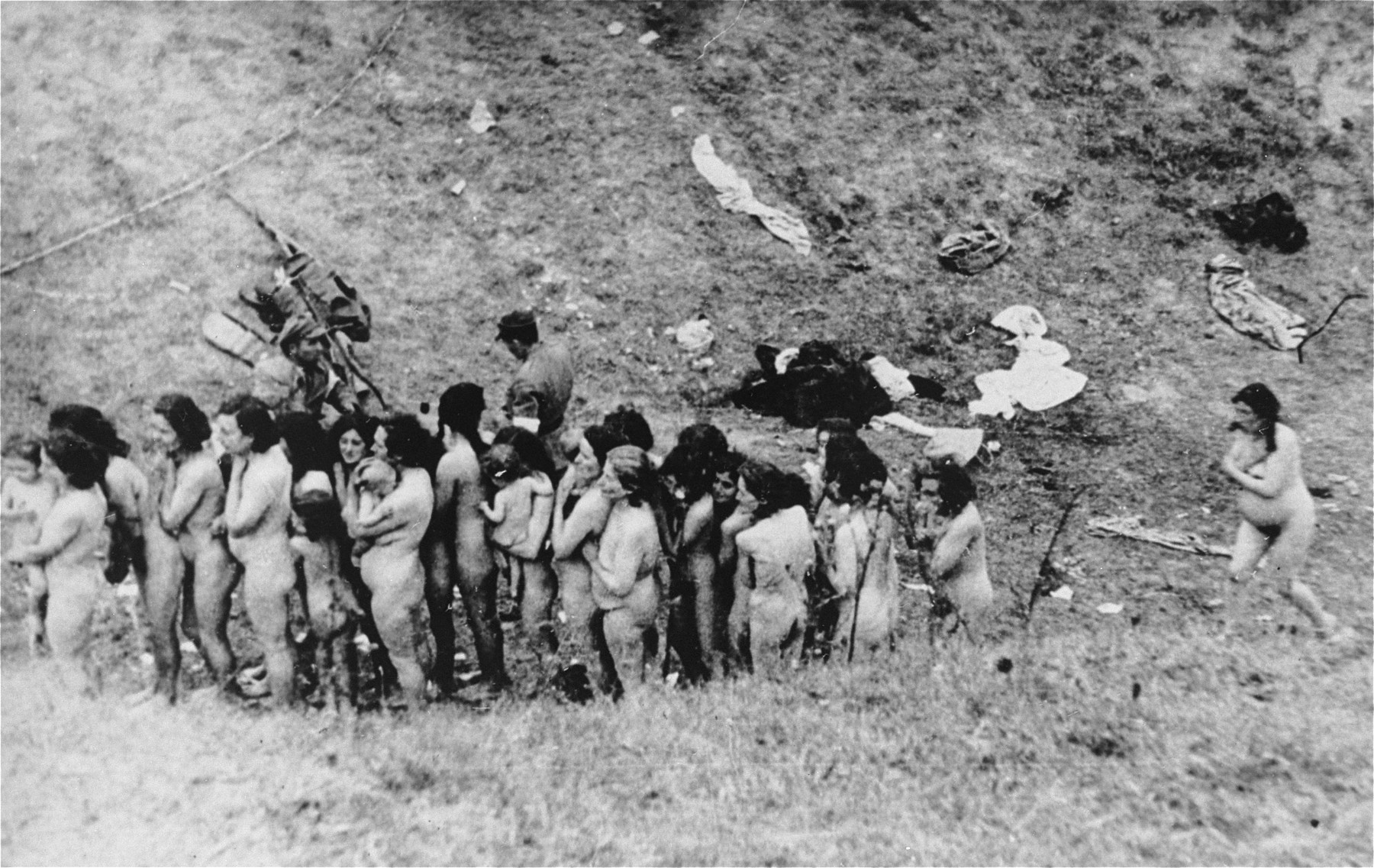
زنان برهنه یهودی در انتظار تیرباران شدن توسط پلیس کمکی اوکراین

به باور پروفسور الکساندر استاتیف از دانشگاه کانادایی واترلو، پلیس کمکی اوکراین از عاملان اصلی هولوکاست در قلمروهای شوروی بود و این واحدهای پلیس تنها در یک مورد، مسئول کشتار ۱۵۰٬۰۰۰ یهودی در منطقه ولنیابوده‌اند. دیتر پوهل تاریخ‌دان آلمانی در کتاب «شوآ در اوکراین» می‌نویسد که پلیس کمکی در عملیات کشتار توسط آلمانی‌ها در مراحل نخست اشغال آلمان فعالیت داشت. پلیس کمکی اقدام به شناسایی و ثبت اطلاعات یهودیان می‌کرد، حمله به آن‌ها را ترتیب می‌داد، از گتوها محافظت می‌کرد، کاروان‌های یهودیان را سوار کامیون به محل‌های اعدام می‌برد، و از فرار آن‌ها پیش از اعدام جلوگیری می‌کرد. این احتمال وجود دارد که حدود ۳۰۰ پلیس کمکی از کیف به سازماندهی کشتار در بابی یار کمک کرده باشند. آن‌ها همچنین در کشتار در دنیپرو شرکت داشتند؛ جایی که به گزارش فرماندهی میدانی همه چیز «از هر لحاظ» به شکلی ساده و روان انجام شد. چندین مورد از دستورهای فرماندهان محلی به پلیس کمکی برای کشتن یهودیان در دست است. در کشتار یهودیان در کریفیی ریه «همه افراد نیروی پلیس کمکی اوکراین» مورد استفاده قرار گرفتند.